# هنريتا بوجز
هنريتا بوجز (بالإنجليزية: Henrietta Boggs) (6 مايو 1918 - 9 سبتمبر 2020)، هي كاتبة وصحفية وناشطة. شغلت منصب السيدة الأولى لكوستاريكا من 1948 إلى 1949 في السنوات التي أعقبت الحرب الأهلية في كوستاريكا مباشرة . بلغت 100 عام في مايو 2018. توفيت في 9 سبتمبر 2020.

## روابط خارجية
- هنريتا بوجز  في قاعدة بيانات الأفلام على الإنترنت (بالإنجليزية)